# 이제홍
이제홍(李濟弘, 1947년 3월 6일 ~ )은 대한민국의 공인회계사(KICPA)이자 공무원이며, 안건회게법인과 한영회계법인에서 회장을 역임하였고 현재는 태성회계법인 회장으로 근무하고 있다. 경상북도 안동군 (現: 안동시)에 태생이다.

## 학력
- 1965. 안동농림고등학교(현 한국생명과학고등학교) 졸업
- 1971. 계명대학교 경영학과 졸업
- 2010. 안동대학교대학원 문학 석사 (중국사 전공)
- 성균관대학교대학원 문학 박사과정

## 경력
- 공인회계사시험 합격 (1969년)
- 제10회 행정고등고시 합격 (1971년
- 부산지방국세청장 (1996년)
- 안건회계법인 회장 (1998년)
- 언스트앤영 한영회계법인 회장 (2005년)
- 한국가이드스타(NPO단체) 대표 (2009년)
- 태성회계법인 회장 (2012년 ~ 현재)